# Superminds
Superminds (Misfits of Science) est une série télévisée américaine en un pilote de 90 minutes et 15 épisodes de 45 minutes, créée par James D. Parriott et diffusée du 4 octobre 1985 au 21 février 1986 sur le réseau NBC.
En France, la série a été diffusée à partir du 27 octobre 1986 sur TV6 et rediffusée à partir du 30 juillet 1987 sur La Cinq.

## Synopsis
Cette série met en scène les aventures d'un groupe de jeunes gens possédant des pouvoirs paranormaux. Il comprend :
- Billy Hayes, scientifique et leader de l'équipe, sans aptitudes particulières ;
- Elvin Lincoln, scientifique également, mesurant 2,14 mètres, et capable de rapetisser à une taille de 30 centimètres ;
- Johnny Bukowski, guitariste et chanteur de rock 'n' roll, dit "Johnny B." en hommage à Chuck Berry, et qui a le pouvoir de lancer des décharges électriques et de se déplacer à grande vitesse ;
- Gloria Dinallo, jeune délinquante et télékinésiste.

Les deux premiers travaillent à la société Humanidyne, sous la responsabilité de Dick Stetmeyer, qui tente de canaliser leurs idées farfelues (et les missions que se donnent les Superminds), et d'en faire des expériences scientifiques capables d'être avalisées par le comité directeur de l'entreprise. Miss Nance est la secrétaire démotivée des docteurs Hayes et Lincoln.
Gloria Dinallo, mineure, est sous la responsabilité de Jane Miller, travaillant pour l'Assistance.

## Origines de la série
Après le succès du film S.O.S. Fantômes, Brandon Tartikoff, le directeur des programmes de NBC met en chantier une série inspirée du film. Dans cette série, les fantômes allaient céder leur place à des phénomènes fantastico-scientifiques. "Superminds" partage aussi le même sens de la comédie : le leader des Misfits, le Dr Billy Hayes a un caractère proche du Dr Peter Venkman, personnage interprété par Bill Murray. La secrétaire des Misfits ressemble dans sa manière de parler au personnage Janine Melnitz, la secrétaire des chasseurs de fantômes.
Dans la série, les Misfits sont, tout comme l'équipe des Ghostbusters, des "outsiders", dont la liberté d'action est sans cesse mise à mal par l'autorité gouvernementale et les restrictions budgétaires. Tartikoff explique : « Nous nous inspirons d'histoires parues dans le National Enquirer […] C'est librement inspiré de la dynamique qu'il y a dans S.O.S. Fantômes ».

### Résumé de l'épisode pilote
Lors de la fouille d'un entrepôt désaffecté, un homme sort d'un caisson cryogénique. Son métabolisme atteint, il est capable de geler instantanément tout ce qu'il touche. Il est confié aux scientifiques Billy Hayes et Elvin Lincoln, qui mènent des recherches sur les individus paranormaux pour leur employeur, la société Humanidyne, à Los Angeles. Ceux-ci parviennent à maintenir sa température au-dessous de zéro, condition vitale pour l'inconnu, bientôt identifié sous le nom d'Arthur Beifneiter, congelé en 1934.
Les deux scientifiques, en manque de moyens, tentent d'impressionner leur employeur, Strickland, lors d'une réunion avec ses commanditaires, l'armée des États-Unis, et des congressistes. Après le réveil de Beifneiter, Strickland décide de l'utiliser pour ses expériences en partenariat avec l'armée. Lassé des problèmes causés par Hayes et Lincoln, il les renvoie tous deux.
Dans le même temps, Strickland met au point les derniers préparatifs afin de commercialiser le faisceau à neutrons, arme de destruction massive sans radiations. Le Congrès souhaite que cette arme, avant d'être produite, puisse être placée dans un endroit où il est impossible de s'introduire. Humanidyne a donc prévu d'installer le faisceau dans un bunker, la Mesa, dont les plans ont été réalisés par le supérieur direct de Hayes et Lincoln, le docteur Momquist. Mais ce qu'ignorent Momquist et le Congrès, c'est qu'une version du faisceau a déjà été réalisée, en secret et en accord avec le général Theil, amateur d'armes puissantes. Lorsque Momquist le découvre, il est enfermé par l'armée et soumis aux mêmes tests que Beifneiter. Il peut toutefois prévenir Hayes de son emprisonnement.
Hayes et Lincoln, de leur côté, essaient de trouver un moyen de se faire réembaucher. Lincoln montre alors à Hayes le résultat d'une de ses expériences sur la croissance : il est capable de rétrécir jusqu'à 30 centimètres, sans problèmes. Hayes décide alors de sauver Beifneiter et Momquist des mains des militaires, et prend contact avec deux anciens "patients" dont ils avaient étudiés les pouvoirs : Johnny Bukowski et Gloria Dinallo. Malgré des anciennes rancunes, ils acceptent de les aider : Johnny pour sortir de la solitude où l'a plongé son accident, et Gloria parce qu'elle se sent amoureuse de Johnny. Jane Miller, la tutrice de Gloria, est elle aussi associée à l'opération.
Celle-ci se déroule parfaitement : ils pénètrent dans le laboratoire militaire, enlèvent Beifneiter et Momquist, aidés des pouvoirs des trois "paranormaux". Devant un sénateur éberlué, ils affrontent une compagnie de militaires, et repartent sains et saufs. Ils sont toutefois désormais recherchés comme "organisation subversive", Hayes les ayant fait passés pour une équipe de basket dont il a les maillots, les "Misfits of Science". Momquist apprend à Lincoln et Hayes que Strickland a mis au point le faisceau, que celui-ci est complètement instable : dans les simulations, il aurait détruit deux fois la Terre. Le seul moyen d'empêcher sa production est de prouver que la Mesa n'est pas un endroit imprenable, et que donc l'équipe des Misfits la prenne d'assaut.
Pendant ce temps, à la Mesa, des journalistes filment pour le monde entier l'assaut des différentes troupes spécialisées sur le bunker, qui doit prouver le caractère inviolable de l'endroit. Dans les autres pays du globe, on s'inquiète de la future production de cette arme, qui paraît plus dangereuse qu'une bombe atomique, en ce sens que la prudence de l'utilisateur est bien moindre sur une arme de ce type que sur une bombe atomique. Alors que les Marines, le dernier corps à tenter l'assaut, se replient, les Misfits s'introduisent sur la base et parviennent à entrer dans le bunker. Beifneiter parvient à geler le "mur d'eau", obstacle réputé infranchissable, permettant ainsi à l'équipe de prendre le contrôle de la Mesa.
Strickland et le général Theil s'emparent alors du faisceau, révélé aux yeux du monde, et s'embarquent en hélicoptère. Ils annihilent une batterie anti-aérienne qui les visait, et s'apprêtent à détruire l'équipe des Misfits qui les a suivis. Par une dernière utilisation de leurs pouvoirs, les Misfits dévient le rayon qui frappe l'hélicoptère et le fait exploser.
À la suite de cette histoire, Hayes et Lincoln sont réembauchés à Humanidyne et Johnny fait sa réapparition dans le monde du rock.

## Distribution principale
- Dean Paul Martin (VF : Michel Mella) : Dr William « Billy » Hayes
- Kevin Peter Hall (VF : Med Hondo) : Dr Elvin Lincoln
- Mark Thomas Miller (VF : Vincent Ropion) : John « Johnny B » Bukowski
- Courteney Cox (VF : Marie Vincent) : Gloria Dinallo
- Jennifer Holmes : Jane « Gina » Miller
- Max Wright (VF : Julien Thomast) : Richard « Dick » Stetmeyer
- Diane Cary (VF : Amélie Morin) : Miss Nance

### Suite de la distribution
- Mickey Jones : Arnold Beifneiter
- Eric Christmas (VF : Henri Labussière) : Dr Momquist
- Larry Linville : Le général Theil
- Edward Winter : Dr James Strickland
- Kenneth Mars (VF : Jean Claudio) : Le sénateur Donner
- Boyd Bodwell : Bob Scanlon
- Tawny Schneider : La reporter
- Leslie Easterbrook : La secrétaire de Strickland
- Dean Devlin (VF : William Coryn) : Angel Moreno
- Nicholas Hormann (VF : Jacques Brunet) : Stephen
- Tony Acierto (VF : Pascal Renwick) : Ramon
- James Sloyan : Harry
- Steve Antin (VF : Joël Martineau) : L'officier de missile
- Gary Riley (VF : Fabrice Josso) : Josh
- Janice Kent : Judy
- Jesse Dizon : "Grey" (Greystoke)
- Stephanie Faulkner (VF : Marie-Christine Darah) : Dr. Deanna Walter
- Allan Rich (VF : Jean Michaud) : Dr. Komack
- Rhonda Aldrich (VF : Emmanuèle Bondeville) : Gina
- Michael Halsey : Buchner
- Robert Donavan (VF : William Coryn) : Chuck
- Sondra Currie (VF : Anne Rondeleux) : Shirley
- June Allyson (VF : Katy Vail) : Bessie
- Ray Walston (VF : Henri Labussière) : Barney
- Eda Reiss Merin (VF : Lita Recio) : Irma
- Dennis Stewart (VF : Pascal Renwick) : Taggart
- Dale Robinette : Brick Tyler
- Sid Haig (VF : Georges Atlas) : L'homme moustachu
- Greta Blackburn (VF : Céline Monsarrat) : Alexis
- Joel Polis : Lonnie Shott / Dwayne Shott
- Joan Sweeny : Didi
- Warren Munson (VF : Raoul Delfosse) : Mark Murcho
- James Hornbeck (VF : Jacques Deschamps) : Dan Rice
- Paul Koslo : Skinner
- Ritch Brinkley (VF : Alain Flick) : Bart
- Robin Riker : Sarah
- Robin Thomas : Vincent
- James Laurenson (VF : Georges Berthomieu) : Nikolai
- John Schuck (VF : Igor De Savitch) : Galenkov
- Christie Mossman : Tatyana
- Elaine Wilkes : Jaye
- Andrew Masset : Cassatti
- Robert Alan Browne (VF : Michel Gudin) : L'agent Davis
- Wolfe Perry (VF : Pascal Renwick) : Fly Avery
- Barry Sattels : Eddie Buxton
- Warren Berlinger (VF : Jacques Marin) : Sonny Tyler
- Vic Polizos (VF : Alain Flick) : Milt
- Dave Shelley : M. Rogers
- Wolf Muser (VF : Bernard Gabay) : Albert
- Joe Dorsey (VF : Jacques Deschamps) : Matt Jasper
- Doug Hale (VF : Jean Barney) : Kerry McDermitt

## Personnages
- Dr William « Billy » Hayes : extraverti, râleur, charmeur, dragueur, embrouilleur, il entraîne toujours les autres (fiancées, collègues, amis) dans des problèmes et des aventures farfelues. Seul "normal" de l'équipe, il n'a toutefois pas de mal à se proclamer leur leader, étant donné que les trois autres vivent leur anormalité de façon assez introvertie. Il a plusieurs mentors (Muffit, Hoggy) qui lui ont permis de progresser dans sa passion : la science paranormale. Grand ami de Lincoln, il a toutefois moins de stabilité dans ses relations avec la gent féminine : seule Gina a l'air de réellement l'apprécier de temps en temps.

- Dr Elvin « El » Lincoln : mesurant 2,14 mètres, il est devenu scientifique pour faire des recherches sur la croissance. En fait, complexé par sa taille, il est fatigué des problèmes qu'elle entraîne : il ne peut s'habiller facilement nulle part, et a toujours refusé de jouer au basket car il n'y arrive pas. Son meilleur ami est Hayes, ce qui ne l'empêche pas d'essayer de le réfréner de temps en temps afin de remplir ses devoirs de scientifique auprès de Stetmeyer.
Malgré sa rigueur scientifique, il a obtenu ses pouvoirs en testant une de ses expériences directement sur lui : il peut ainsi rétrécir jusqu'à 30 centimètres, durant un quart d'heure, en appuyant sur sa nuque. Il peut le faire une fois par heure.

- John « Johnny B » Bukowski : rockeur, il est souvent en train de chanter la chanson qui lui vaut son surnom (Johnny B. Goode) ; il est d'ailleurs un admirateur total de Chuck Berry. Légèrement misanthrope, il aime la compagnie des femmes, même si elles ne l'attirent pas forcément. Il considère Gloria comme une petite sœur, et tente toujours de la protéger des mauvaises fréquentations.
Il a été électrocuté durant un concert par une décharge de 20 000 volts. Depuis, il emmagasine l'électricité ambiante (statique) ou présente dans les appareils à proximité (batterie, fusibles, ligne à haute tension…). L'air sec, chargé d'électricité statique le recharge ; l'air humide le décharge et l'eau le brûle. Il peut utiliser l'électricité chargée de deux façons : soit en envoyant des éclairs par les mains (plus le temps de charge est long, plus l'éclair est puissant), soit en se déplaçant à une grande vitesse, sans doute proche de celle de l'électricité. Lorsque la charge de son corps est maximum, ses yeux brillent.

- Gloria Dinallo : née avec ses pouvoirs, ceux-ci sont sans doute apparus à sa puberté. Cette apparition a entraîné une instabilité sociale dans sa vie, qui l'a lentement conduite à la petite délinquance. Depuis que Gina l'a aidée à retrouver le droit chemin, elle travaille dans des petits boulots, et refuse d'utiliser ses pouvoirs autrement que dans un cas de force majeure. C'est la plus complexée par son statut d’"anormale". Elle avait le béguin pour Johnny, qu'elle avait vu à son dernier concert, mais comprit petit à petit qu'il était plus un grand frère pour elle. Elle a été mise en liberté surveillée après la première mission des Misfits.
Elle est capable, en se concentrant sur un objet ou une personne qu'elle voit, de le déplacer par la pensée. Si elle peut se concentrer sur plusieurs objets/personnes à la fois (jusqu'à une compagnie entière de soldats), elle a toutefois une limite de poids soulevé. Si la concentration lui prend un peu de temps, maintenir l'effet réalisé lui demande apparemment moins d'effort.

- Jane « Gina » Miller : travaillant pour le tribunal pour enfants, elle est assistante et tutrice légale de Gloria. Amoureuse de Hayes, elle est parfois partagée entre les besoins de stabilité de Gloria et les missions qu'Hayes veut lui faire faire. Leur relation est donc instable, marquée par des séparations et des réconciliations fréquentes. Elle résiste toutefois peu à Hayes dans le feu de l'action.

- Richard « Dick » Stetmeyer : nommé superviseur des docteurs Hayes et Lincoln, à la suite de la mort de Strickland, il essaie de trouver un équilibre entre les besoins de résultats de Humanidyne et les investigations des Misfits. Appréciant toutefois Hayes et Lincoln, il arrive toujours à les protéger des investigations du comité directeur, même si Hayes ne lui témoigne pas toujours sa reconnaissance, et remet toujours à plus tard les besoins de Stetmeyer.

- Miss Nance : secrétaire de Hayes et Lincoln, elle ne s'intéresse pas du tout à ce qui se passe dans le laboratoire. Prenant des pauses interminables, elle lit toujours les messages personnels à voix haute. Dans la version francophone, son personnage ponctue chaque fin d'épisode par un « Bonne nuit, les lapinous ».

## Épisodes
1. Pilote (Deep Freeze)
2. Le Trésor des Mayas (Your Place or Mayan?)
3. Devine ce qui vient dîner ? (Guess What's Coming to Dinner?)
4. Le Chaînon perdu (Lost Link)
5. Où est passée Gina ? (Sort of Looking For Gina)
6. Le Jour du dauphin (Sonar...And Yet So Far)
7. Le Météore (Steer Crazy)
8. Impair et passe (Fumble on the One)
9. Doubles pistons (Twin Engines)
10. Fric-frac lapinous (Grand Theft Bunny)
11. Secrète illusion (Grand Elusion)
12. Il était une nuit (Once Upon a Night)
13. Le Maléfice (Center of Attention)
14. Flashback (Against All Oz)
15. L'Ange justicier (The Avenging Angel)
16. Les Trois jours du mixer (Three Days of the Blender)

## Musique
Basil Poledouris compose le générique.

## Commentaires
Cette série pleine d'humour et très parodique n'a pas trouvé son public et s'est arrêtée après seulement 15 épisodes. Les critiques étaient apparemment « moins qu'aimables ».
Ce fut une des trois séries inédites diffusées par TV6 (les deux autres étant Insiders et No soap).
À noter que deux des acteurs principaux sont décédés de façon prématurée. Dean Paul Martin, fils de l'acteur Dean Martin, est mort dans un accident d'avion en 1987, à l'âge de 35 ans. Kevin Peter Hall est lui décédé du sida en 1991, également à l'âge de 35 ans.

### Parodies
Les épisodes parodient toujours au moins un film, type de films ou série télévisée :
- Le Trésor des Mayas : Indiana Jones
- Devine ce qui vient dîner ? : Rencontres du troisième type et Wargames
- Le Chaînon perdu : Les dieux sont tombés sur la tête
- Où est passée Gina ? : Recherche Susan désespérément
- Le Jour du Dauphin : Deux flics à Miami[4]
- Le Météore : Cocoon[5]
- Impair et passe : L'Homme qui valait trois milliards, Mission impossible, James Bond
- Secrète illusion : Equalizer

## DVD
- Superminds coffret DVD avec VF + VO "image pas remasterisé" sortie 19 septembre 2012 chez l'éditeur "Elephant Films".